# Bellefonte (Delaware)
Pour les articles homonymes, voir Bellefonte.
Bellefonte est une ville américaine située dans le comté de New Castle, dans l'État du Delaware.

## Démographie
Selon le recensement de 2010, Bellefonte compte 1 193 habitants. La municipalité s'étend sur 0,18 milles carrés (0,47 km2).
| 1920 | 1930 | 1940  | 1950  | 1960  | 1970  |
| ---- | ---- | ----- | ----- | ----- | ----- |
| 291  | 761  | 2 593 | 1 472 | 1 536 | 1 442 |

| 1980  | 1990  | 2000  | 2010  | - | - |
| ----- | ----- | ----- | ----- | - | - |
| 1 279 | 1 243 | 1 249 | 1 193 | - | - |